# Bob Sweeney (réalisateur)
Pour les articles homonymes, voir Sweeney et Bob Sweeney.
Robert « Bob » Sweeney, né le 19 octobre 1918 à San Francisco (Californie) et mort le 7 juin 1992 à Westlake Village (Californie), est un acteur, réalisateur et producteur américain.

## Biographie

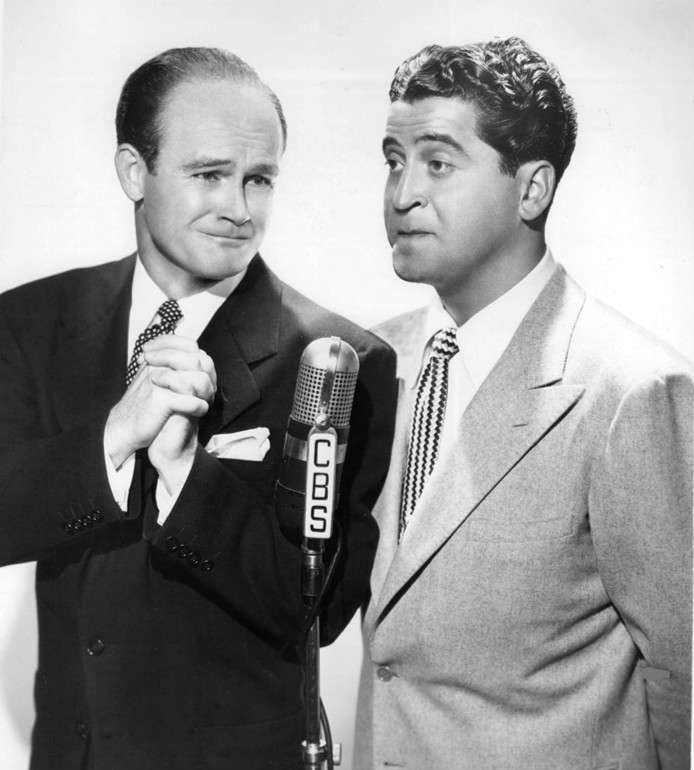
Bob Sweeney et Hal March à la radio en 1946, animant leur émission Sweeney & March

Bob Sweeney débute comme acteur de radio dans les années 1940 puis passe au cinéma. Ainsi, il contribue à douze films américains, les deux premiers réalisés par Arthur Lubin étant Ça pousse sur les arbres (1952, avec Irene Dunne et Dean Jagger) et Le Bagarreur du Pacifique (1953, avec Burt Lancaster et Virginia Mayo). Suivent notamment La Dernière Fanfare de John Ford (1958, avec Spencer Tracy et Jeffrey Hunter) et Pas de printemps pour Marnie d'Alfred Hitchcock (1964, avec Sean Connery et Tippi Hedren). Le dernier film où il joue est Ni dieu, ni maître (en) de Graham Baker (en) (avec John Stamos et John Stockwell), sorti en 1991, un peu plus d'un an avant sa mort (en 1992), à 73 ans.
Surtout actif à la télévision américaine en seconde partie de carrière, il y est occasionnellement acteur dans vingt-deux séries (outre un téléfilm de 1991) entre 1953 et 1989, dont Climax! (deux épisodes, 1955-1958) et Alfred Hitchcock présente (un épisode, 1960), auxquelles s'ajoutent des apparitions comme lui-même de 1950 à 1958.
Toujours au petit écran, il passe à la réalisation sur quarante-huit séries de 1959 à 1990, dont Papa Schultz (dix-sept épisodes, 1966-1970) et L'Île fantastique (neuf épisodes, 1982-1984). Il est aussi réalisateur de trois téléfilms diffusés respectivement en 1972, 1986 et 1987.
Enfin, il a des fonctions de production sur neuf téléfilms (1966-1980) et huit séries (1964-1977), telles Doris Day comédie (vingt-huit épisodes, 1968-1969, dont sept également comme réalisateur) et Hawaï police d'État (quatre-vingt-seize épisodes, 1971-1975).

## Filmographie partielle

### Cinéma
(acteur uniquement)
- 1952 : Ça pousse sur les arbres (It Grows on Trees) d'Arthur Lubin : McGuire
- 1953 : Le Bagarreur du Pacifique (South Sea Woman) d'Arthur Lubin : Lieutenant Miller (l'avocat de la défense)
- 1958 : La Dernière Fanfare (The Last Hurrah) de John Ford : Johnny Degnan
- 1960 : Le Clown et l'Enfant (Toby Tyler, or Ten Weeks with a Circus) de Charles Barton : Harry Tupper
- 1961 : Un raisin au soleil (A Raisin in the Sun) de Daniel Petrie : un agent d'assurances
- 1962 : Un pilote dans la Lune (Moon Pilot) de James Neilson : Sénateur Henry McGuire
- 1963 : Après lui, le déluge (Son of Fubbler) de Robert Stevenson : M. Harker
- 1964 : Pas de printemps pour Marnie (Marnie) d'Alfred Hitchcock : le cousin Bob
- 1990 : Elles craquent toutes sauf une (Book of Love) de Robert Shaye : M. Snow

### Télévision

#### Acteur
(séries, sauf mention contraire)
- 1955-1958 : Climax!
  - Saison 1, épisode 35 One Night Stand (1955) de Bernard Girard : Gil Rodin
  - Saison 4, épisode 30 The Push-Buttion Giant (1958) : Johnny Gregg
- 1960 : Alfred Hitchcock présente (Alfred Hitchcock Presents), saison 5, épisode 36 Que justice soit faite (Letter of Credit) de Paul Henreid : William Spengler
- 1960-1961 : L'Homme à la carabine (The Rifleman), saison 3, épisode 4 The Pitchman (1960) de John Rich et épisode 26 Assault (1961) d'Ida Lupino : Speed Sullivan
- 1991 : Meurtre au 101 (Murder 101) de Bill Condon (téléfilm) : Tilden Crane

#### Réalisateur
Séries
- 1964-1989 : Le Monde merveilleux de Disney (The Wonderful World of Disney ou Disneyland)
  - Saison 10, épisodes 15 et 16 Bristle Face, Parts I & II (1964)
  - Saison 33, épisode 16 The Absent-Mnded Professor: Trading Places (1989, coréalisation de Robert Scheerer)
- 1966-1970 : Papa Schultz ou Stalag 13 (Hogan's Heroes), saisons 2 à 6, 17 épisodes
- 1970-1973 : Hawaï police d'État (Hawaii Five-0), saisons 3 à 5, 4 épisodes
- 1980 : Lou Grant, saison 3, épisode 23 Guns
- 1981 : Flamingo Road, saison 1, épisode 7 Vengeance (A Mother's Revenge) et épisode 9 Les Élections (The Election)
- 1981 : La Famille des collines (The Waltons), saison 9, épisode 12 The Hot Rod
- 1981-1983 : La croisière s'amuse (The Love Boat), saisons 4 à 6, 7 épisodes
- 1981-1983 : Dynastie (Dynasty), saisons 2 et 3, 4 épisodes
- 1982 : Frank, chasseur de fauves (Bring 'Em Back Alive), saison unique, épisode 6 Le Seigneur de la guerre (The Warlord)
- 1982-1984 : L'Île fantastique (Fantasy Island), saisons 6 et 7, 9 épisodes
- 1982-1984 : Shérif, fais-moi peur (The Dukes of Hazzard), saisons 5 à 7, 4 épisodes
- 1985 : Les deux font la paire (Scarecrow and Mrs. King), saison 2, 3 épisodes
- 1985 : Superminds, saison unique, épisode 8 Impair et Passe (Fumble on the One)
- 1985-1986 : Chasseurs d'ombres (Shadow Chasers), saison unique, 3 épisodes
- 1986 : Simon et Simon (Simon & Simon), saison 6, épisode 1 Competition: Who Needs It? et épisode 5 Treasure
- 1986 : Starman, saison unique, épisode 6 Le Rêve secret d'Angela (Secrets)
- 1987 : MacGyver, saison 2, épisode 17 Dalton, l'espion (Dalton, Jack of Spies)
- 1987 : Matlock, saison 1, épisode 12 Le Chef (The Chef) et épisode 21 Le Photographe (The Photographer)

Téléfilms
- 1972 : Oh, Nurse!
- 1986 : Return to Mayberry
- 1987 : Touristes en délire (It's Tuesday, It Still Must Be Belgium)

#### Producteur
Séries
- 1968-1969 : Doris Day comédie (The Doris Day Show), saison 1, 28 épisodes (dont 7 + réalisateur)
- 1971-1975 : Hawaï police d'État (Hawaii Five-0), saisons 4 à 7, 96 épisodes (superviseur de production)

Téléfilms
- 1975 : Dead Man on the Run de Bruce Bilson (producteur exécutif)
- 1980 : Alone at Last de Hy Averback (producteur exécutif)